# Sat domnesc
Satele domnești au fost în Evul mediu românesc sate care făceau parte din domeniul domnesc. Mihai Viteazul și Radu Șerban au păstrat cu grijă domeniul domnesc din Țara Românească, însă sub Radu Mihnea (între 1611–1616 și 1620-1623) le-a fost permis satelor să se răscumpere, întrucât, așa cum consemnează documentele vremii, noul domn s-a înțeles drept dregător al sultanului. Din această măsură, Radu Mihnea a obținut în timpul acestor două domnii consemnate o sumă de 719.800 de aspri. 